# Monumento a Mehdi Huseynzade
El monumento a Mehdi Huseynzade (en azerí: Mehdi Hüseynzadənin heykəli) es un monumento escultórico dedicado al partisano soviético de origen azerbaiyano Mehdi Huseynzade, quien luchó en la Segunda Guerra Mundial donde recibió el título de Héroe de la Unión Soviética. La estatua se erigió en 1973 en Bakú, la capital de Azerbaiyán, en el parque a lo largo de la calle Bakikhanov, cerca de la entrada norte de la ciudad. El escultor es Fuad Abdurajmánov, Artista del Pueblo de la RSS de Azerbaiyán y el arquitecto es Mikail Useinov, Arquitecto del Pueblo de la URSS.
La expresiva figura de Mehdi Huseynzade con una capa ondeando al viento y una granada en la mano derecha se alza sobre un bloque de granito en bruto. Como señala el crítico de arte Kamil Mammadzade, llama la atención «la exactitud de las proporciones de las partes escultóricas y arquitectónicas». Los autores utilizaron las características del relieve de la parte montañosa de la ciudad, por lo que el monumento es claramente visible. Según la crítica de arte Jamila Novruzova, el monumento «combina tareas psicológicas complejas, también monumentales y decorativas».